# Trini Alvarado
Trinidad Alvarado (Nueva York, 10 de enero de 1967) es una actriz de cine y televisión estadounidense, conocida por sus actuación en películas como Mujercitas y The Frighteners.

## Biografía
Trinidad Trini Alvarado nació el 10 de enero de 1967 en la ciudad de Nueva York, localizada dentro del estado homónimo en los Estados Unidos de América.
Su madre era de origen puertorriqueño mientras que su padre era un inmigrante español, un reconocido cantaor de flamenco. Los dos se conocieron mientras trabajaban 
en Estados Unidos y decidieron quedarse a vivir allí, con ayuda de algunos familiares que tenían en Nueva York.
De pequeña, Trini asistió a la Professional Children's School, donde siempre mantuvo notas muy altas, demostrando una gran aptitud para los temas académicos en general, no así en los deportes.
Poco después de haber concluido  sus estudios secundarios decidió ingresar en la Universidad de Fordham dentro del Performing Arts del Lincoln Center. De allí egresó con un título en drama.
En una entrevista en la cadena nacional RTVE, en la promoción de la película Mujercitas, Alvarado declara haber nacido en Sevilla, España, donde inició la carrera de baile español y clásico, trasladándose a Nueva York para ejercer su carrera como bailarina en Broadway, cursando allí estudios de actriz.

## Carrera
Desde pequeña participó en el mundo del cine, ya a los diez años estaba actuando en su primera película, The Magic Pony Ride, donde interpretó a una niña que saltaba a la cuerda.
Al año siguiente, 1978, también actuó en Big Apple Birthday interpretando a Goldilocks. Sin detenerse, a continuación trabajó en Rich Kids, una comedia dramática que no tuvo gran éxito.
En 1980 Times Square le permitió empezar a ganar algo de reconocimiento gracias a su interpretación de Pamela Pearl, con la historia de una chica pobre que se vuelve famosa y otra, rica, que adquiere valor y cómo juntas descubren la amistad.
En 1984 y tras haber tenido varias apariciones en diversas series de la CBS figuró dentro del elenco de Mrs. Soffel, compartiendo la escena con dos grandes intérpretas como Diane Keaton y Mel Gibson.
La directora Gillian Armstrong fue quien le dio la posibilidad de aparecer entre estas dos estrellas interpretando a Irene Soffel, la hija de Kate Soffel, el personaje interpretado por Diane Keaton. Más tarde volvería a darle otra gran oportunidad.
Continuando con su carrera, en 1988 formó parte del elenco de Satisfaction, con Liam Neeson y una muy joven Julia Roberts. Por aquel entonces Trini rompió con su estereotipo de niña buena, para pasar a ser una punk rebelde masticadora de chicles.
Al año siguiente, mientras que Julia Roberts protagonizaba Pretty Woman junto a Richard Gere, Trini lo hacía en el papel de Lisa Titus en la película La silla eléctrica (The Chair).
1990 le permitió continuar su carrera al coprotagonizar la película Stella junto a Bette Midler. En el largometraje también aparece  Ben Stiller como Jim Uptegrove.
Al año siguiente fue vista junto a Alfred Molina en la comedia dramática American Friends, para luego pasar a ser la segunda esposa de Babe Ruth en la película The Babe, protagonizada por John Goodman.
Nuevamente fue Gillian Armstrong quien le dio una gran oportunidad, y esta vez fue con la mundialmente aclamada Mujercitas, la adaptación de la novela homónima de Louisa May Alcott.
El elenco estuvo compuesto por Winona Ryder, Gabriel Byrne, Kirsten Dunst, Claire Danes, Christian Bale y Susan Sarandon. Después de su estreno, Little Women fue nominada a tres Premios Óscar.
En 1995 volvió a aparecer junto a Alfred Molina, esta vez acompañada por Anjelica Huston y Marisa Tomei en la comedia romántica Cuando salí de Cuba sobre un grupo de refugiados cubanos que llega a Estados Unidos haciéndose pasar por una familia.
Al año siguiente tuvo una de sus más aclamadas actuaciones, interpretando a la doctora Lucy Lynskey en la comedia de terror Agárrame esos fantasmas. En esta película, Michael J. Fox sufre un accidente donde su esposa pierde la vida y él resulta afectado de manera que puede ver entes fantasmagóricos.
En 1998 volvió a la pantalla grande luego de haber realizado una serie de producciones para la televisión. Esta vez lo hizo como la versión adulta de Marie Alweather en la película Paulie, donde aparecieron también Bill Cobbs y Tony Shalhoub.
Tras un prolongado alejamiento de la pantalla grande, principalmente por el nacimiento de su hija, regresó a ella en 2006 junto Kate Winslet, Patrick Wilson y Jennifer Connelly en Secretos íntimos, interpretando a una de las mujeres que acompañan a sus hijos en el parque de juegos y se horrorizan ante la conducta desenfadada de Sarah Pierce (Kate Winslet).
Entre 2008 y 2009 participó en algunos capítulos de la serie Al límite interpretando a Samanta Loeb. También en 2009 tuvo un pequeño papel en el film El chico ideal.
Al año siguiente interpretó a Sarah Davis en la película de misterio Todas las cosas buenas, protagonizada por Ryan Gosling y Kirsten Dunst.
Su última aparición en pantalla fue en la serie The Staircase interpretando a Patty Peterson.

## Filmografía
| Año       | Título                                                          | Rol                            | Notas                                                                      |
| --------- | --------------------------------------------------------------- | ------------------------------ | -------------------------------------------------------------------------- |
| 1977      | The Magic Pony Ride                                             | Jump Rope Girl (no acreditada) | Cortometraje                                                               |
| 1978      | Big Apple Birthday                                              | Goldilocks                     | Cortometraje                                                               |
| 1979      | Rich Kids                                                       | Franny Philips                 |                                                                            |
| 1979      | ABC Afterschool Special                                         | Dena McKain                    | Episodio: "A Movie Star's Daughter"                                        |
| 1980      | Times Square                                                    | Pamela Pearl                   |                                                                            |
| 1981      | ABC Afterschool Special                                         | Alicia Marin                   | Episodio: "Starstruck"                                                     |
| 1982      | American Playhouse                                              | Gail Brock                     | Episodio: "Private Contentment"                                            |
| 1982      | Dreams Don't Die                                                | Teresa                         | Película de TV                                                             |
| 1983      | Jacobo Timerman: Prisoner Without a Name, Cell Without a Number | Lisa Castello                  | Película de TV                                                             |
| 1984      | Mrs. Soffel                                                     | Irene Soffel                   |                                                                            |
| 1986      | Kate & Allie                                                    | Mindy                          | Episodio: "Winning"                                                        |
| 1986      | Kay O'Brien                                                     | Sarah Avery                    | Episodio: "Big Vacation"                                                   |
| 1987      | Sweet Lorraine                                                  | Molly Garber                   |                                                                            |
| 1987      | Spenser: For Hire                                               | Laurie Kincaid                 | Episodio: "Sleepless Dream"                                                |
| 1988      | Satisfaction                                                    | Mooch                          |                                                                            |
| 1988      | Nitti: The Enforcer                                             | Anna                           | Película de TV                                                             |
| 1988      | The Chair                                                       | Lisa Titus                     |                                                                            |
| 1990      | American Playhouse                                              | Younger Elinor                 | Episodio: "Sensibility and Sense"                                          |
| 1990      | Stella                                                          | Jenny Claire                   |                                                                            |
| 1991      | American Friends                                                | Miss Elinor Hartley            |                                                                            |
| 1991      | American Blue Note                                              | Lorraine                       |                                                                            |
| 1992      | The Human Factor                                                |                                | Episodio: "Pilot"                                                          |
| 1992      | The Babe                                                        | Helen Woodford Ruth            |                                                                            |
| 1994      | Little Women                                                    | Meg March                      |                                                                            |
| 1995      | The Perez Family                                                | Teresa Perez                   |                                                                            |
| 1996      | The Frighteners                                                 | Dr. Lucy Lynskey               |                                                                            |
| 1996      | The Christmas Tree                                              | Beth                           | Película de TV                                                             |
| 1998      | Paulie                                                          | Adult Marie Alweather          |                                                                            |
| 2000      | The Last Dance                                                  | Denise Cope                    | Película de TV                                                             |
| 2001      | Bitter Winter                                                   |                                | Película de TV                                                             |
| 2004      | Law & Order: Special Victims Unit                               | Maggie Shaye                   | Episodio: "Ritual"                                                         |
| 2004      | The Jury                                                        | Sandra Saramago                | Episodio: "Three Boys and a Gun"                                           |
| 2006      | Little Children                                                 | Theresa                        |                                                                            |
| 2008      | Welcome to the Western Indian Ocean                             | Director                       | Película de TV                                                             |
| 2008-2009 | Fringe                                                          | Samantha Loeb                  | Episodios: "In Which We Meet Mr. Jones" / "Bound"                          |
| 2009      | The Good Guy                                                    | Sylvia                         |                                                                            |
| 2010      | All Good Things                                                 | Sarah Davis                    |                                                                            |
| 2014      | Black Box                                                       | Beatrice King                  | Episodio: "Forget Me"                                                      |
| 2018      | Tanya Cookies Magic Storybook                                   | Todd Haydns                    | Episodios: "Toopy's Story", "Tiger Binoo", "Magic Mirror", "Power Pyjamas" |
| 2022      | La escalera                                                     | Patty Peterson                 |                                                                            |